# Hans Kasper (Autor)
Hans Kasper (* 24. Mai 1916 in Berlin; † 3. September 1990 in Frankfurt am Main; bürgerlicher Name Dietrich Huber) war ein deutscher Schriftsteller, der vor allem als Hörspielautor bekannt geworden ist.
Hans Kasper war langjähriger Mitarbeiter der Frankfurter Allgemeinen Zeitung, für die er Aphorismen und hintersinnige Verse schrieb. Für seine Anti-Kriegs-Komödie Geh David helfen (hr/BR 1962) wurde er mit dem renommierten Hörspielpreis der Kriegsblinden ausgezeichnet.

## Werke
- Frankfurt 1957
- Das Blumenmädchen. (Illustrator Karl Staudinger) Henry Goverts Verlag, Stuttgart 1958
- Zeit ohne Atem. Econ, Düsseldorf 1961.
- Geh David helfen und Die drei Nächte des Don Juan. 2 Hörspiele. Kiepenheuer und Witsch, Köln, Berlin 1963.
- Revolutionäre sind Reaktionäre. Sätze zur Situation. Econ, Düsseldorf 1969.
- Mitteilungen über den Menschen. Beobachtungen eines Lebens. Econ, Düsseldorf 1978, ISBN 3-430-15185-6.

## Hörspiele
- 1973: Das dritte Auge. Regie: Werner Klein.
- 1974: In fünftausend Jahren: Penelope in Kristall (HR/WDR)
- 1974: In fünftausend Jahren: Schrei (HR/WDR)
- 1974: In fünftausend Jahren: Hochzeit (HR/WDR)
- 1975: In fünftausend Jahren: An der Biegung der Erinnerung (HR/WDR)
- 1975: In fünftausend Jahren: Die 43 Minuten der Vernünftigen. Science-Fiction-Hörspiel. Regie: Werner Klein (HR/WDR).
- 1975: Liljana oder die Wiederentdeckung der Erde (HR/WDR)
- 1988: Eine süße Stimme. Regie: Horst Loebe (RB).